# 养利州城墙
养利州城墙，为原养利州之城垣，位于中国广西壮族自治区大新县桃城镇旧城区。1983年，东门楼、南门楼、西门楼列为大新县文物保护单位。2009年5月4日，养利州古城门楼及城墙列入第六批广西壮族自治区文物保护单位。养利州城墙现存东、南、西三座城门楼和水闸门以及北楼附近墙段。
养利古城始建于明弘治十四年（1501年），为养利州知州罗爵建造，初为土垣。万历十一年（1583年），知州叶朝荣改建为石城。后城墙大部分遭拆除。
养利州城墙高一丈，厚八尺，原周长三百七十九丈。